# Beignet d'Amiens
Les beignets d'Amiens ou pets d'âne sont une sorte de beignets, spécialité culinaire de la ville d'Amiens dont l'origine est inconnue.

## Caractéristiques
Les pets d'âne sont confectionnés avec de la pâte à beignets classique à laquelle on incorpore  du fromage frais de chèvre, des œufs dont les blancs sont battus en neige, de la moelle de bœuf, du sel, du sucre, des zestes de citron, du vin blanc demi-sec, de la levure.
La cuisson est la même que pour les autres sortes beignets dans l'huile ou le saindoux.